# Hotel Gabrielli Sandwirth

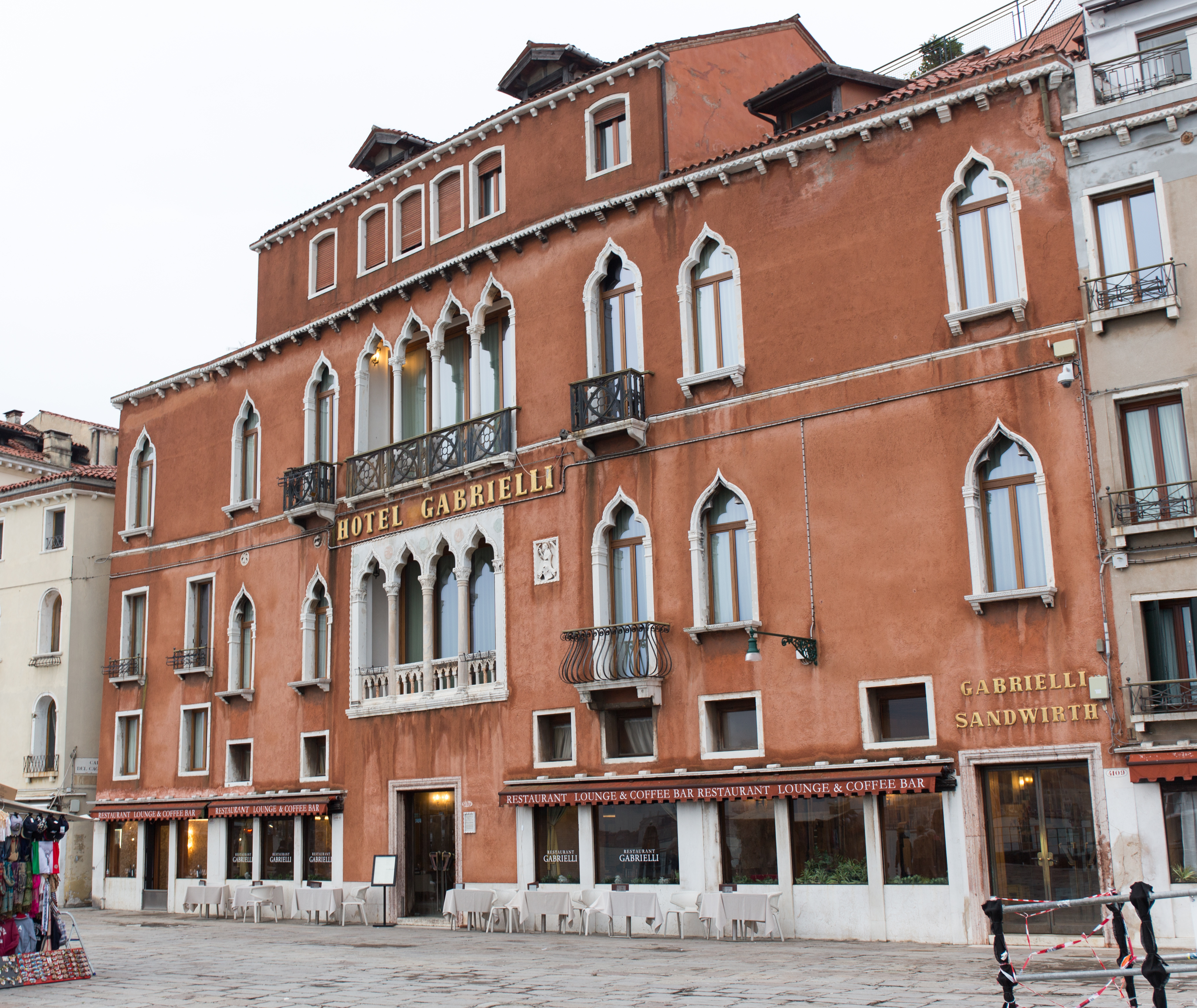
Hotel Gabrielli 2019

Das Hotel Gabrielli ist ein 1856 entstandenes Hotel in Venedig. Das familiengeführte Haus befindet sich in einem venezianischen Palazzo und verfügt über ein gleichnamiges Restaurant.

## Lage
Das Hotel befindet sich in einem Palazzo aus dem 14. Jahrhundert, zentral an der Uferpromenade Riva degli Schiavoni gelegen, die sich der Lagune öffnet.

## Standard und Ausstattung
Das Hotel ist mit vier Sternen ausgezeichnet und verfügt über 105 Zimmer, teilweise mit Blick auf das Markusbecken. Ein Großteil der Zimmer verfügt über regional geprägtes Mobiliar, z. B. Kronleuchter von bekannteren Künstlern aus Murano. Im Erdgeschoss befindet sich das Restaurant Gabrielli mit venezianischer Küche. Um das Jahr 2009 wurde das Hotel durch ein Berliner Architekturbüro saniert.

## Geschichte und berühmte Gäste
Gegründet wurde das Hotel im Jahr 1856 als Wirtshaus durch einen österreichischen Betreiber, dessen Nachfahren das Hotel im Jahr 2017 in sechster Generation betreiben. Zu den berühmten Gästen soll der Dichter Franz Kafka zählen sowie in jüngerer Zeit Autorin Cornelia Funke oder Regisseur Wim Wenders.